# Eustathes flava
Eustathes flava là một loài bọ cánh cứng trong họ Cerambycidae.